# Liste des peuples celtes

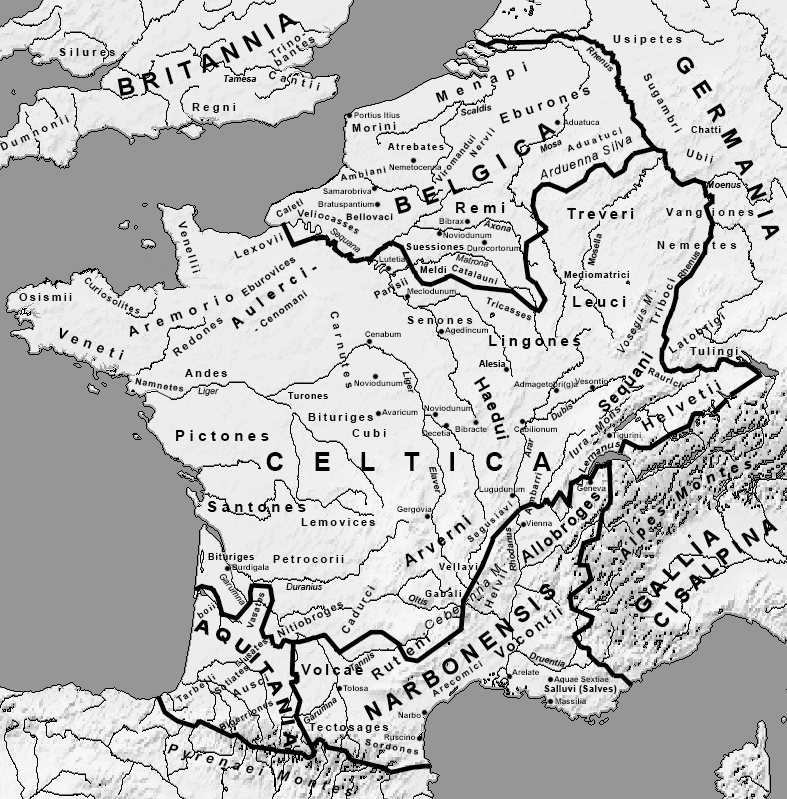
Carte de la Gaule et de ses régions selon Jules César avant la conquête romaine : Gaule celtique (Celtica), Gaule belgique (Belgica), Gaule aquitaine (Aquitania), Gaule narbonnaise (Narbonensis) et Gaule cisalpine (Cisalpina).

Cet article a pour vocation de servir d'index des peuples celtes. Le nom latin du peuple est donné entre parenthèses lorsque le nom francisé sert de titre à l'article détaillé.

## Gaule cisalpine

Les peuples de la Gaule cisalpine au IVe siècle av. J.-C., en bleu.

### Sud du Pô
- Boïens (boii)
- Lingons (Lingones)
- Sénons (Senones)

### Nord du Pô
- Carni
- Cénomans (Cenomani)
- Insubres (Insubri)
- Taurins (Taurini)

Peuples de moindre importance établis au nord du Pô et dominés un temps par les Insubres :
- Anares
- Comasques
- Laevi
- Lépontiens (Lepontii)
- Libici
- Marici
- Orobiens (Orobii, Orumbovii)
- Salasses (Salassi)

## Gaule transalpine

### Gaule belgique
Remarque : tous les peuples belges n'étaient probablement pas des Celtes au sens propre du terme, mais leur aristocratie était celtisée[réf. nécessaire].
- Aduatuques
- Ambiens (Ambiani)
- Atrebates (Atrebates)
- Bellovaques (Bellovaci)
- Caeroesi
- Calètes (Caletes)
- Catalaunes (Catalauni)
- Catuslogues (Catuslogi)
- Condruses (Condrusi)
- Éburons
- Geidumnes (Geidumni)
- Leuques (Leuci)
- Médiomatriques (Mediomatrici)
- Ménapiens ou Ménapes (Menapii)
- Morins (Morini)
- Nerviens (Nervii)
- Pémanes (Paemani)
- Rèmes (Remi)
- Sègnes (Segni)
- Silvanectes (Silvanectes)
- Suessions (Suessiones)
- Tongres (Tungri)
- Trévires (Treveri)
- Tricasses
- Viromanduens (Viromandui)

### Gaule Celtique
- Abrincates
- Ambarres
- Ambilatres
- Ambivarètes
- Andecaves (Andecavi)
- Aulerques Brannovices
- Aulerques Cénomans
- Aulerques Diablintes
- Aulerques Éburovices
- Bajocasses
- Bituriges Cubes
- Blannovii
- Cadurques (Cadurci)
- Carnutes
- Cénomans (Cenomani)
- Coriosolites
- Éduens (Aedui)
- Gabales (Gaballi)
- Helviens (Helvii)
- Lémovices (Lemovices)
- Lexoviens (Lexovii)
- Lingons (Lingones)
- Meldes (Meldi)
- Mandubiens
- Namnètes (Namnetes)
- Osismes (Osismii)
- Parisii (Parisii)

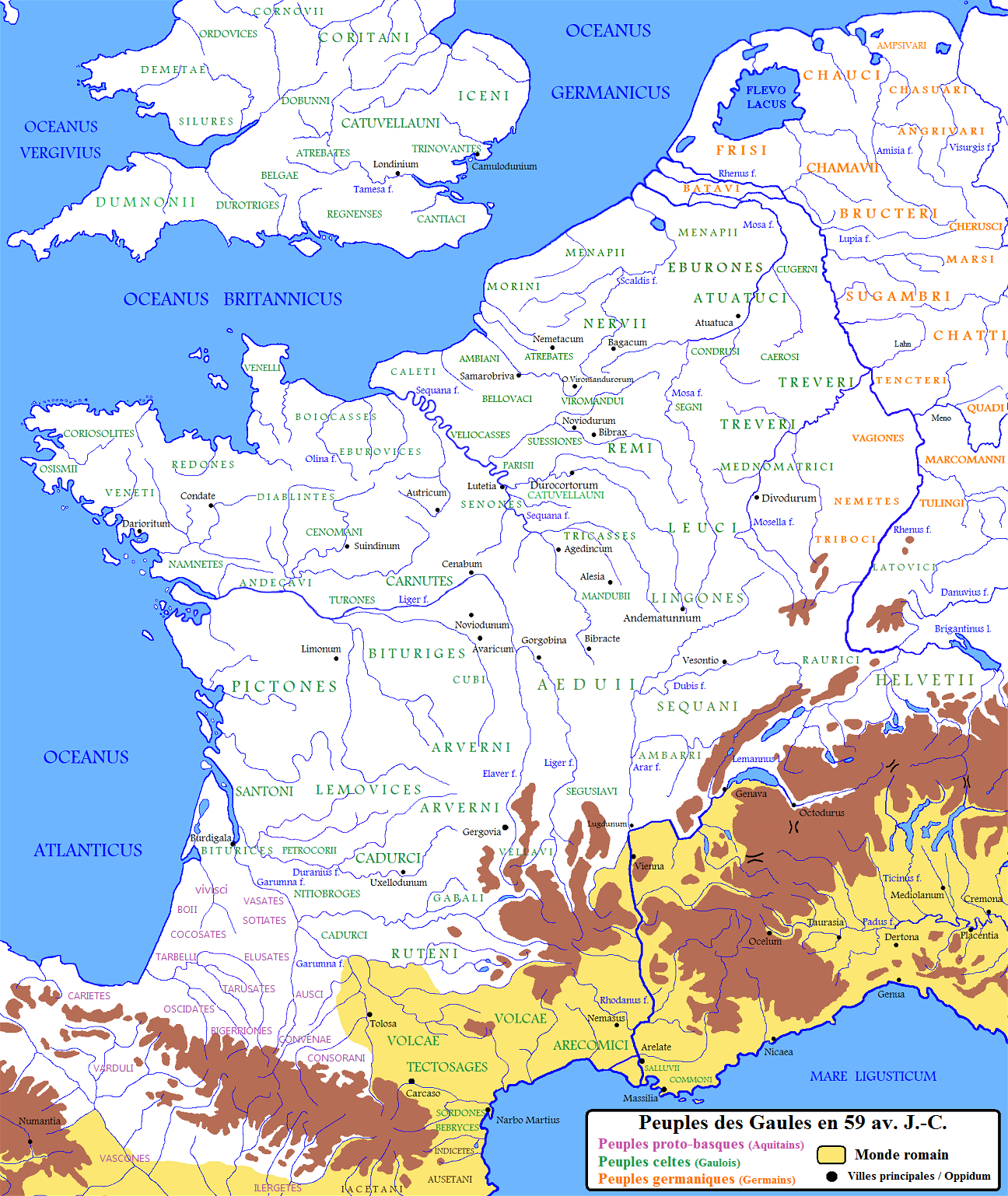
Principaux peuples gaulois.

- Pétrocoriens ou Petrocores (Petrocorii)
- Riedones (Riedones, Redones ou Rhedones)
- Rutènes (Ruteni)
- Santons (Santones)
- Ségusiaves (Segusiavi)
- Sénons (Senones)
- Séquanes (Sequani)
- Turons (Turones)
- Unelles (Unelli)
- Vadicasses (Viducasses)
- Vellaves (Vellavi)
- Vénètes (Veneti)
- Véliocasses (Veliocasses, Velocasses ou Velicasses)
- Viducasses (Viducasses ou Viducassii)

### Gaule aquitaine
- Agésinates (Cambolectri Agessinates)[1].
- Arvernes (arverni)
- Bituriges Vivisques (bituriges vivisci)
- Médules (Meduli)[2].
- Nitiobroges
- Pictons ou Pictaves (pictavi ou pictones), parfois improprement nommés Pictes.

### Gaule narbonnaise
- Albiques (Albici)
- Allobroges (Allobrogae)
- Atacini
- Bodiontiques (Bodiontici)
- Brigiani
- Cambolectri Atlantici[3].
- Caturiges
- Cavares
- Ceutrons (Ceatrones)
- Élisyques
- Helviens (Helvii)
- Médulles (Medulli)
- Mémines (Meminii)
- Salyens ou Salluviens (Salluvii)
- Sardones
- Segovellaunes
- Tricastins (Tricastini)
- Vertamocores
- Voconces (Vocontii)
- Volques Arécomiques (Volcae Arecomici)
- Volques Tectosages (Volcae Tectosages)

## Germanie
- Rauraques (Rauraci) nom connu pour la période romaine

## Rhétie, Norique, Bohême, Pannonie, Frioul, Dacie et Thrace (Balkans et Europe centrale)
- Amantes
- Boïens
- Breunes

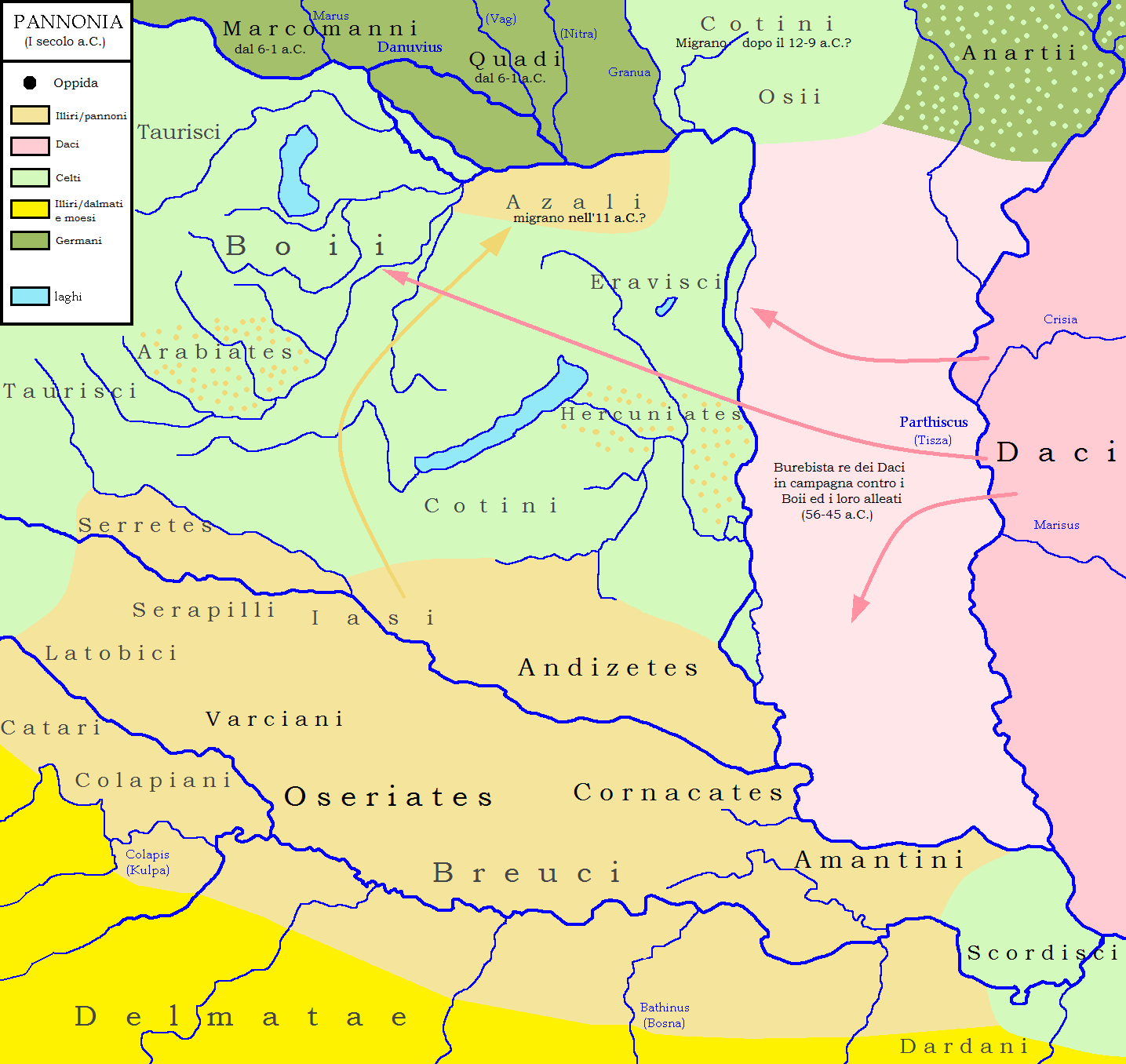
Tribus d'Europe centrale au Ier siècle av. J.C.

- Cotini (Celto-Daces, celtes selon Strabon)
- Eravisces
- Helvètes
- Hercuniates
- Iapydes (Iapodes)
- Istriens
- Latobici (en) (apparente confusion Latobices/Latobriges)
- Liburniens
- Nantuates
- Rhètes
- Scordiques (Serbie ?)
- Sédunes
- Taurisques
- Tulinges
- Tylènes
- Ubères
- Vendéliques
- Véragres

## Britannia (Île de Bretagne)

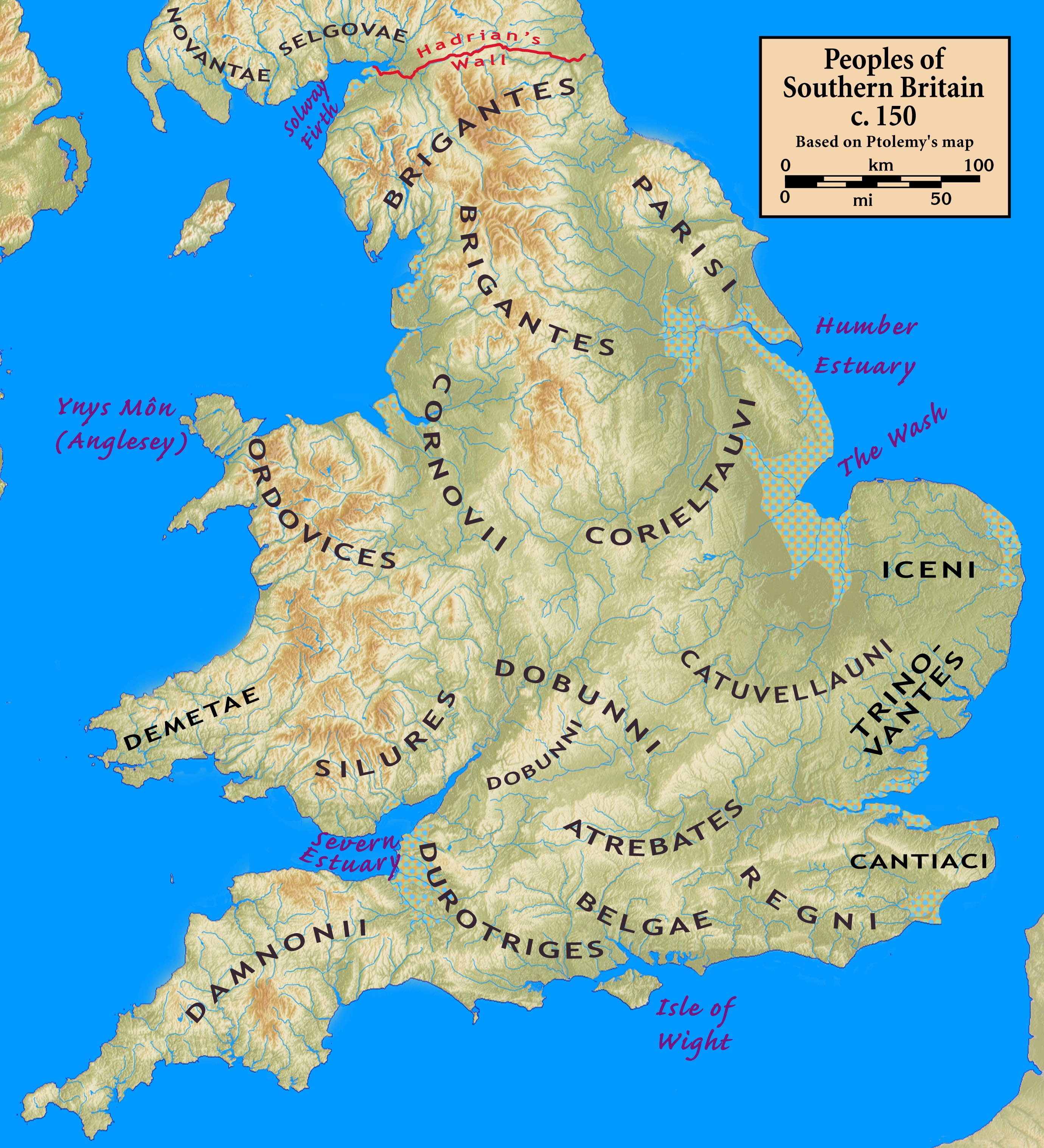
Le sud de la Bretagne vers 150 AEC.

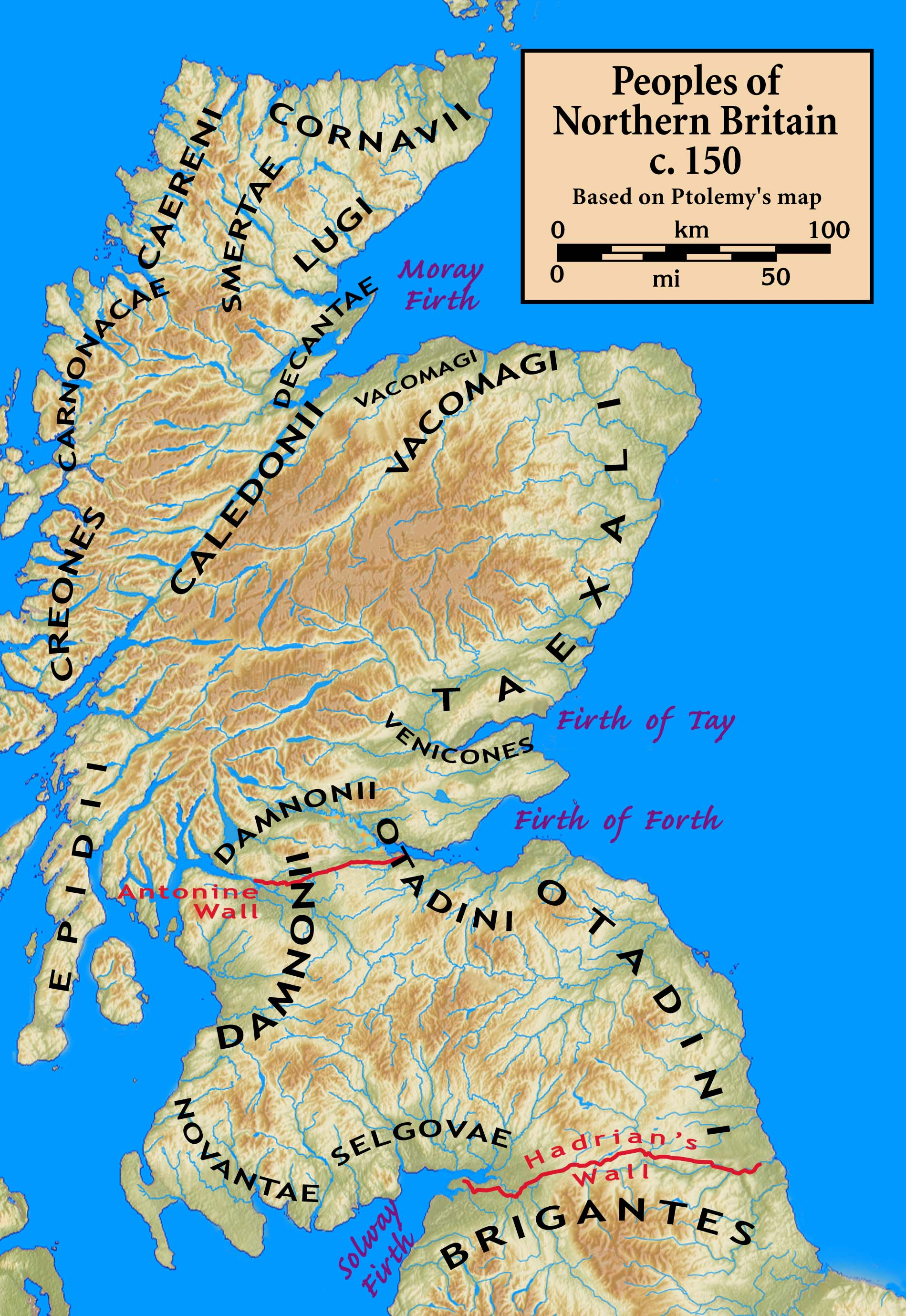
Le nord de la Bretagne vers 150 AEC.

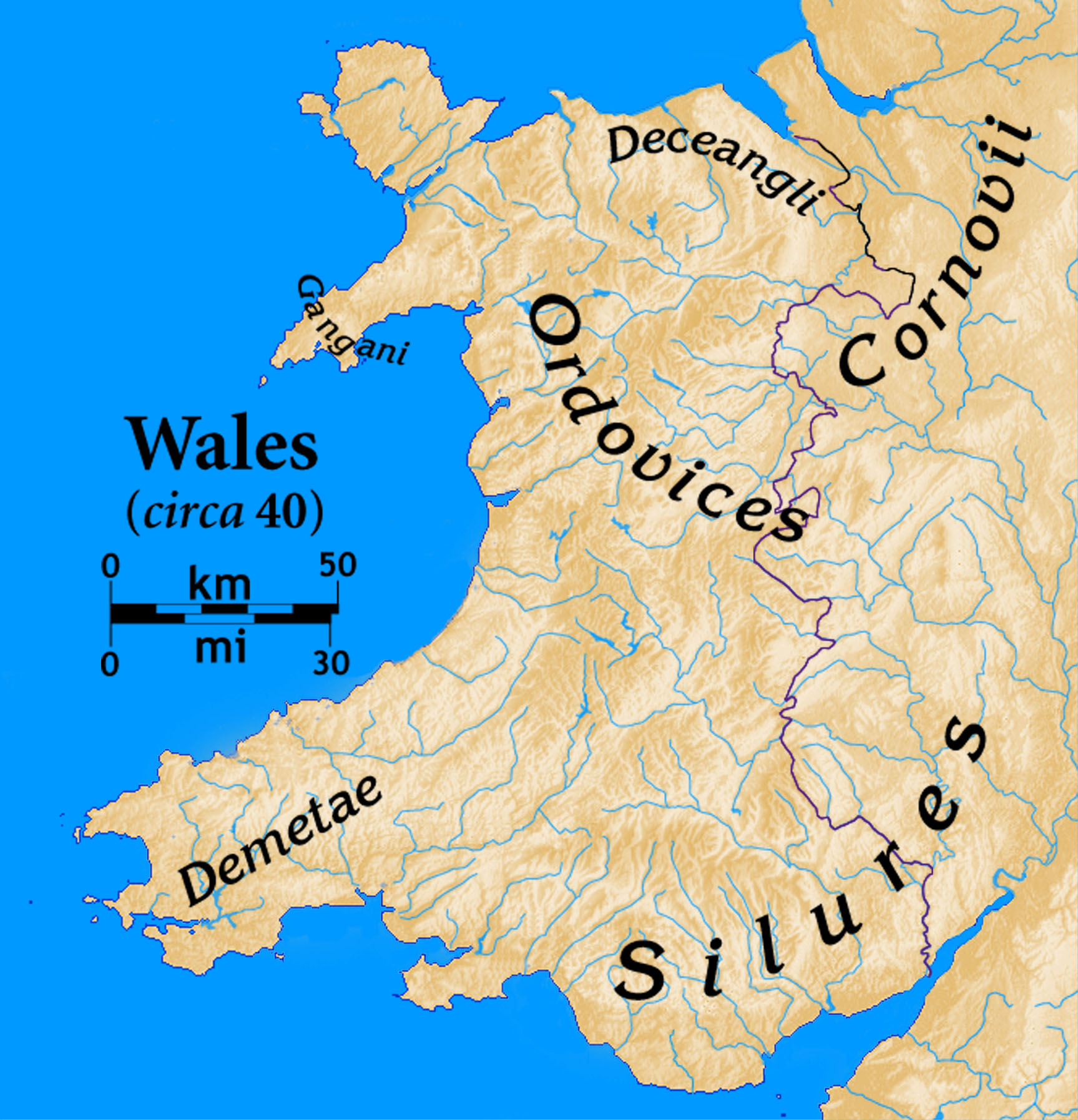
Le Pays de Galles circa 40 AEC.

- Ancalites
- Atrebates
- Belgae
- Bibroques
- Brigantes
- Caereni
- Caledones
- Cantiaci
- Carnonacae
- Carvetii
- Cassi
- Catuvellauni
- Corionototae
- Coritani
- Cornovii
- Darini
- Deceangli
- Demetae
- Dobunni
- Dumnonii
- Durotriges
- Epidii
- Gangani
- Iceni / Icènes (Icēnī)
- Lugi
- Ordovices
- Parisii
- Regnenses
- Segontiaques
- Selgovae
- Setantii
- Silures
- Smertae
- Taexali
- Trinovantes
- Vacomagi
- Venicones
- Votadini

## Hibernia (Irlande)

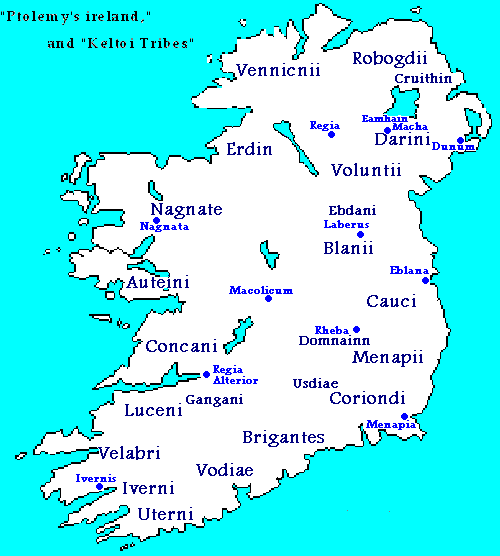
Tribus celtiques en Irlande selon Ptolémée.

- Autini
- Brigantes
- Cauci
- Coriondi
- Cruithin
- Darini
- Domnainn
- Eblani
- Erdinii
- Gangani
- Iberni
- Luceni
- Menapii
- Nagnate
- Rhobogdi
- Uterni
- Velabri
- Vennicni
- Vodiae
- Ulaid

## Hispanie (péninsule Ibérique)

La péninsule Ibérique vers 200 av. J.-C.

- Albiones : (Albio : « Blanc, monde d’en haut ») côte est de la Galice, Tarraconaise.
- Arevaci ou Arévaques : établis à Numance, aux limites de l'Aragon et de la vieille Castille.
- Artabres : région de La Corogne, en Galice.
- Astures : En Asturies entre Galice et Cantabrie, ensemble d'une vingtaine de peuples.
  - les Amaques
  - les Béduniens
  - les Brigaecines
  - les Cabarques
  - les Cabruagènes (es), parfois considérés comme un clan des Luggones (cf. infra)
  - les Gigurres (es) : région de Valdeorras, en Galice.
  - les Iburres (ast)
  - les Lancienses (ast)
  - les Louges (ast)
  - les Luggones (es)
  - les Orniaques (ast)
  - les Pènes (ast)
  - les Pésiques (es)
  - les Sélines
  - les Supérates (es)
  - les Susarres (es)
  - les Tibures (es)
  - les Vincianos
  - les Viromenicos
  - les Zoeles (es)
- Autrigones ou Autrigons : le long du haut bassin du fleuve Èbre.
- Berones :
- Bracari : nord du Portugal, leur nom se retrouve dans celui de la ville de Braga, ancienne Gallaecia.
- Gallaeci ou Callaeci :
- Cantabres, en Cantabrie, ensemble de onze peuples : 
  - les Avarigines,
  - les Blendii (ou Plentusii),
  - les Camarici,
  - les Concani,
  - les Coniaci,
  - les Moroecani,
  - les Noegi,
  - les Orgenomesci,
  - les Salaeni,
  - les Vadinienses
  - les Velliques
- Carpetani où Carpétans :
- Celtiberes :
- Celtici : sud de l'Alentejo (Portugal), sud de la province de Cáceres et nord de la province de Mérida (Espagne)
- Cibarques : région de Lugo en Galice.
- Cynètes / Cunetes : (Cvno : « le chien »)
- Egovarres : région de Lugo en Galice.
- Jadons  : région de Lugo en Galice.
- Limici : entre Galice et Portugal, le long du fleuve Lima
- Lobetans (Lobetani): sud-ouest de la province de Teruel ;
- Olcades : le long du cours du fleuve Guadiana.
- Oretani : sur le cours supérieur du fleuve Guadiana.
- Orgenomesci / Orgenomesvi : (« Ivres de massacres »)
- Pelendons
- Turmoges
- Vaccéens (Vaccaei) :
- Vétones :
- Volcians (Volciani) : mentionnés par Tite-Live (Histoire romaine, XXI, 19), ils sont localisés au nord de l’Èbre.

## Galatie (Asie Mineure)

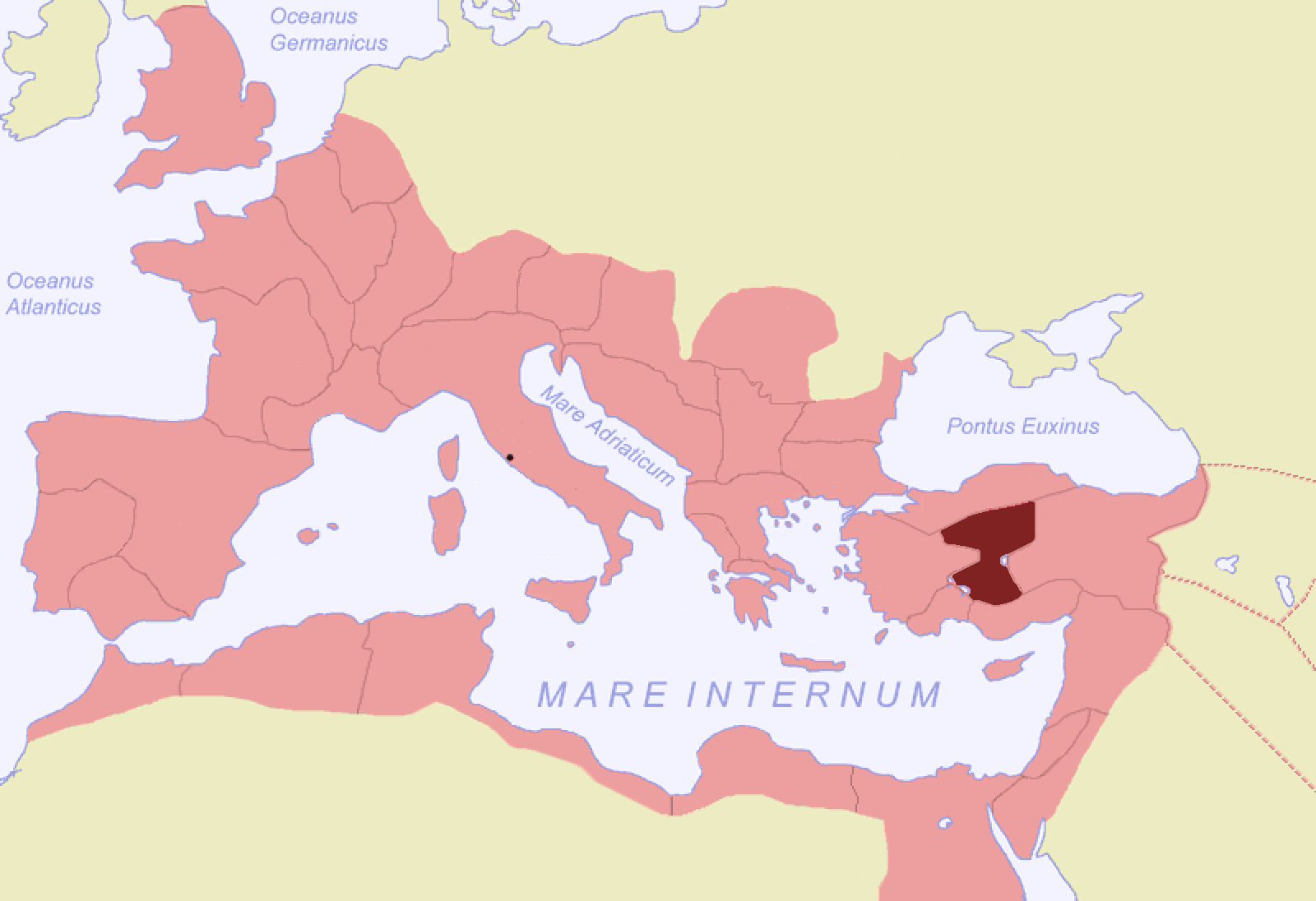
La province romaine de Galatie vers 120.

- Galates : 
  - Tectosages
  - Tolistobogiens
  - Trocmes

## Tableau récapitulatif des peuples celtes
| tribu/fédération (latin) | région actuelle | pagus / pays / province romaine                             | pays actuel                                      | cité / civitas /chef-lieu / capitale / crannog / ringfort / oppidum / noviodunum / éperon barré / dun / castro                                                   | chef / commandant / vergobret / druide / barde | langue      | monnaie |
| --- | --- | ----------------------------------------------------------- | ------------------------------------------------ | --- | --- | ----------- | ------- |
| Abrincates (Abrincatui) | Avranchin | Gaule lyonnaise                                             | France                                           | Avranches (Igena) | | Gaulois     |         |
| Adanates (Adanatium) / Edenates | Région Provence-Alpes-Côte-d'Azur, Alpes-de-Haute-Provence | Alpes cottiennes                                            | France                                           | Seyne | | Gaulois     |         |
| Aduatuques (Atuatuci) | Entre le Rhin, la Meuse, la forêt Charbonnière et l'Ardenne | Gaule belgique                                              | Belgique                                         | | | Gaulois     |         |
| Adunicates | Région d'Andon[réf. nécessaire] ou Massif des Monges (vallées du Sasse, du Vançon | Gaule narbonnaise                                           | France                                           | | | Gaulois     |         |
| Aginnenses / Nitiobroges (Nitiobrogii) | Agenais | Gaule aquitaine                                             | France                                           | Agen (Aginnum) | | Gaulois     |         |
| Agésinates | Moyenne Garonne (Incertain) | Gaule aquitaine                                             | France                                           | | | Gaulois     |         |
| Agnutes | Vendée | Gaule aquitaine                                             | France                                           | | | Gaulois     |         |
| Albici | plaine de la Crau | Gaule narbonnaise                                           | France                                           | | | Gaulois     |         |
| Albigenses | Région d'Albi | Gaule aquitaine                                             | France                                           | Albi | | Gaulois     |         |
| Albiones | côte est de la Galice | Hispanie>Tarraconaise ?                                     | Espagne                                          | | | Celtibére   |         |
| Allobroges (Allobrogi ?) | Entre le Haut-Rhône et l'Isère; Savoie, Dauphiné ; Genève | Gaule narbonnaise                                           | France, Suisse                                   | Vienne (Vienna) | Brancus, Catugnatos, Aegus et Roscillus (en) | Gaulois     |         |
| Ambarres (Ambarri) (cousins des Éduens) | Ain ; Basse vallée de la Saône | Gaule lyonnaise ?                                           | France                                           | Izernore (Izarnodurum) | | Gaulois     |         |
| Ambibariens | Armorique (localisation problématique) | Gaule lyonnaise                                             | France                                           | | | Gaulois     |         |
| Ambibarii (Ambibarii) | Armorique | Gaule lyonnaise                                             | France                                           | | | Gaulois     |         |
| Ambiens (Ambiani) | Vallée de la Somme (département) | Gaule belgique                                              | France                                           | Amiens (Samarobriva) | | Gaulois     |         |
| Ambilatres | Vendée ; Orne ; (confusion possible avec les Ambiens) | Gaule aquitaine / Gaule lyonnaise                           | France                                           | | | Gaulois     |         |
| Ambivarètes (Ambivareti) | Centre-est de la Gaule, Allier ? | Gaule lyonnaise ?                                           | France                                           | | | Gaulois     |         |
| Ambrones (voir Helvètes) | Plateau suisse, l'est du lac de Zurich dans le Toggenburg | Germanie supérieure                                         | Suisse                                           | | | Gaulois     |         |
| Anares | Nord du Pô | Gaule cisalpine                                             | Italie                                           | | | Gaulois     |         |
| Andecamulenses | | Gaule aquitaine                                             | France                                           | Rancon (Andecamulenses) | | Gaulois     |         |
| Andécaves (Andecavi) / Andes | Anjou, Angers(chef-lieu) | Gaule aquitaine                                             | France                                           | Anjou, Angers (Juliomagus) | Dumnacos | Gaulois     |         |
| Andecaves (Andecavii) / Andes | Anjou | Gaule aquitaine / Gaule lyonnaise                           | France                                           | Angers (Juliomagus) | | Gaulois     |         |
| Antobroges | | Gaule aquitaine                                             | France                                           | | | Gaulois     |         |
| Ardyens | Rhône | Gaule lyonnaise ?                                           | France                                           | Oppidum du Châtelard ? | | Gaulois     |         |
| Arevaci ou Arévaques | Établis à Numance, aux limites de l'Aragon et de la vieille Castille | Hispanie                                                    | Espagne                                          | | |             |         |
| Armoriques (Aremoricii) | Armorique | Gaule lyonnaise                                             | France                                           | | | Gaulois     |         |
| Artabres | Région de La Corogne, en Galice. | Hispanie>Tarraconaise ?                                     | Espagne                                          | Castro de Baroña ? Castro de Elviña ? Castro dos Prados ? | | Celtibére   |         |
| Arvernes (Arvernii) | Auvergne | Gaule aquitaine                                             | France                                           | Gergovie (Gergòvia), Nemossos (Némossus), Augustonemetum / Arvernorum, oppidum de Corent, oppidum de Gondole                                                     | Luernios, Bituitos, Celtillos, Gobannitio, Vercingetorix, Epasnactos, Vercassivellaunos | Gaulois     |         |
| Astures | En Asturies entre Galice et Cantabrie. | Hispanie>Tarraconaise ?                                     | Espagne                                          | | |             |         |
| Ataciniens (Atacini) | Aude, aux environs d'Alet | Gaule narbonnaise                                           | France                                           | Aussière (Atacinus vécus) | | Gaulois     |         |
| Atesui | | Gaule lyonnaise                                             | France                                           | | | Gaulois     |         |
| Atrebates | | Bretagne (Britannia)                                        | Royaume-Uni                                      | | | Gaulois     |         |
| Atrébates | Artois | Gaule belgique                                              | France                                           | Arras (Nemetacum) | Commios (commandant lors du Siège d'Alésia) | Gaulois,    |         |
| Atuatuques | Belgique - Région de Namur | Gaule belgique                                              | Belgique                                         | | | Gaulois     |         |
| Aulerques Brannoviques (Aulerci ?) / Blannoviens ? | sud de l'Yonne | Gaule lyonnaise                                             | France                                           | | Camulogène (commandant lors de la bataille de Lutèce) | Gaulois     |         |
| Aulerques Cénomans (Aulerci Cenomani) | Armorique, Sarthe ; Maine | Gaule lyonnaise, Gaule narbonnaise, Gaule cisalpine         | France, Italie                                   | Le Mans (Vindinum) | | Gaulois     |         |
| Aulerques Diablintes (Aulerci Diablintes) | Armorique, Mayenne ; Jublains | Gaule lyonnaise                                             | France                                           | Jublains (Noviodunum), oppidum de Moulay ? | | Gaulois     |         |
| Aulerques Éburovices (Aulerci Eburovicii) | Armorique, Eure ; Région d'Évreux | Gaule lyonnaise                                             | France                                           | Évreux (Mediolanum Eburvicum) | | Gaulois     |         |
| Autini | | Irlande (Hibernia)                                          | Irlande                                          | | Dun Aengus ? | Gaélique    |         |
| Autrigones ou Autrigons | Le long du haut bassin du fleuve Èbre. | Hispanie                                                    | Espagne                                          | | | Celtibére   |         |
| Avatiques (voir Salyens) | Provence | Gaule narbonnaise                                           | France                                           | Oppidum de Saint-Pierre ? | | Gaulois     |         |
| Bajocasses (Bajocassii) / Baïocasses | Armorique, Bessin | Gaule lyonnaise                                             | France                                           | Bayeux (Augustodurum) | | Gaulois     |         |
| Belgae | Angleterre du Sud | Bretagne (Britannia)                                        | Royaume-Uni                                      | Winchester (Venta Belgarum) | | Gaulois     |         |
| Bellovaques (Bellovaci) | Oise ; Région de Beauvais | Gaule belgique                                              | France                                           | Beauvais (Cæsaromagus), Bratuspantium (Beauvais actuel ou environs)                                                                                              | | Gaulois     |         |
| Berones | | Hispanie                                                    | Espagne                                          | | | Celtibére   |         |
| Bibroques | | Bretagne (Britannia)                                        | Royaume-Uni                                      | | | Britonnique |         |
| Bituriges Cubes (Bituriges Cubi) | Berry | Gaule aquitaine                                             | France                                           | Bourges (Avaricum), oppidum de Argentomagus | | Gaulois     |         |
| Bituriges Vivisques (Bituriges Vivisci) | Bordelais | Gaule aquitaine                                             | France                                           | Bordeaux (Burdigala) | | Gaulois     |         |
| Bituriges | Berry | Gaule aquitaine                                             | France                                           | Bourges (Avaricon) | Ambigatos (légende) | Gaulois     |         |
| Blannovii | attesté à Beaune, Mâcon | Gaule lyonnaise ?                                           | France                                           | | | Gaulois     |         |
| Bodiontici | Alpes-de-Haute-Provence | Gaule narbonnaise                                           | France                                           | Digne (Dinia) | | Gaulois     |         |
| Boïens (Boii) (voir Éduens) | Le bas-Allier, sud de Saint-Parize-le-Châtel probablement à l'Est de Saint-Pierre-le-Moûtier, Sud de Pô | Gaule aquitaine, Gaule cisalpine                            | France, Italie                                   | Gorgobina / Gergobina, le chef Dorulacos | | Gaulois     |         |
| Boïens (Boii) (voir Tolistobogiens) | Bohême (Boiohemum), Schwarzenbach en Basse-Autriche, Bade-Wurtemberg ? en Allemagne | Rhétie (Raetia) ? Norique (Noricum) ? Pannonie (Pannonia) ? | République tchèque, Autriche, Hongrie ?          | oppidum de Burg ? Hainburg an der Donau ? Oppidum d'Heuneburg ? Oppidum de Kulm ? Oppidum de Manching                                                            | | Gaulois     |         |
| Boresti | | Caledonia                                                   | Écosse                                           | | | Britonnique |         |
| Bracari | Nord du Portugal, leur nom se retrouve dans celui de la ville de Braga, ancienne Gallaecia. | Hispanie                                                    | Espagne                                          | Castro de San Cibrán de Lás ? Castro de Santa Trega ? | | Celtibére   |         |
| Bramovices | Tarentaise | Gaule lyonnaise ? Germanie supérieure ?                     | France                                           | | | Gaulois     |         |
| Brigantes | Northumberland (comté), Yorkshire, Île de Man ? | Bretagne (Britannia)                                        | Royaume-Uni                                      | South Barrule ? | | Gaulois     |         |
| Brigantes | | Irlande (Hibernia)                                          | Irlande                                          | | | Gaulois     |         |
| Brittons | Bretagne | Gaule lyonnaise                                             | France                                           | | | Gaulois     |         |
| Cadurques (Cadurci) | Lot et Tarn-et-Garonne ; Quercy | Gaule aquitaine                                             | France                                           | Cahors (Cadurci), Ussel, Uxellodunum, oppidum de Murcens ?, oppidum du Puy d'Issolud                                                                             | Lucterios (commandant lors du siège d'Uxellodunum) | Gaulois     |         |
| Caereni | Le long de la côte ouest du Sutherland | Caledonia                                                   | Écosse                                           | | | Britonnique |         |
| Caeroesi | Ardennes | Gaule belgique                                              | France, Belgique                                 | | | Gaulois     |         |
| Caledones | | Caledonia                                                   | Écosse                                           | | | Britonnique |         |
| Calètes (Caletii) | Pays de Caux ; Haute-Normandie | Gaule belgique                                              | Belgique                                         | Lillebonne (Juliobona Lillebonne), ou Harfleur (Caracotinum) | | Gaulois     |         |
| Cantabres, ensemble de onze peuples (Avarigines, Blendii (Plentusii), Camarici, Concani, Coniaci, Moroecani, Noegi, Orgenomesci, Salaeni, Vadinienses, Velliques) | | Hispanie                                                    | Espagne                                          | | | Celtibère   |         |
| Cantiaci | | Bretagne (Britannia)                                        | Royaume-Uni                                      | Durovernum Cantiacorum (Canterbury) | Eppillus | Britonnique |         |
| Carnes (Carni) / Carnutes | De la plaine entre le Rhin et le Danube se déplaça, autour de 400 av.J-C., s’établissant en partie plus ou moins dans les régions actuelles du Frioul, Styrie (Land), Carinthie (Land) et Slovénie nord-occidentale                                                           | Gaule cisalpine, Rhétie ?                                   | Italie? Suisse ? Autriche ? Allemagne ? Slovénie | | | Gaulois     |         |
| Carnonacae | Le long de la côte ouest du Ross-shire | Caledonia                                                   | Écosse                                           | | | Britonnique |         |
| Carnutes (Carnuti) | Beauce | Gaule lyonnaise                                             | France                                           | Chartres (Autricum), Orléans (Cenabum) | Tasgetios | Gaulois     |         |
| Carpetani où Carpétans | | Hispanie                                                    | Espagne                                          | | |             |         |
| Carvetii | | Bretagne (Britannia)                                        | Royaume-Uni                                      | | | Britonnique |         |
| Cassi | | Bretagne (Britannia)                                        | Royaume-Uni                                      | | | Britonnique |         |
| Cassitérides (myhtiques ?) | ? | ?                                                           | France                                           | | | Gaulois     |         |
| Catalaunes (Catalauni) | Région de Châlons-en-Champagne | Gaule lyonnaise ? Gaule belgique ?                          | France                                           | Châlons-en-Champagne (Duro Catalaunum), Camp d'Attila » | | Gaulois     |         |
| Caturiges (Caturĭges) | Haute vallée de la Durance | Gaule narbonnaise ?                                         | France                                           | Embrun (Eburodunum) | | Gaulois     |         |
| Catuslogi | Vallée de la Bresle. Peuple "client" des Bellovaques. | Gaule belgique                                              | Belgique                                         | | | Gaulois     |         |
| Catuvellauni | | Bretagne (Britannia)                                        | Royaume-Uni                                      | | | Britonnique |         |
| Catuvellauni (Catuvellauni) | | Gaule lyonnaise ? Gaule belgique ?                          | France                                           | | | Gaulois     |         |
| Cauci | | Irlande (Hibernia)                                          | Irlande                                          | | | Gaélique    |         |
| Cavares (Cavarii) | Vaucluse | Gaule narbonnaise                                           | France                                           | Orange (Arausio), Cavaillon (Cabellio) | | Gaulois     |         |
| Celtiberes | | Hispanie                                                    | Espagne                                          | | | Celtibère   |         |
| Celtici | | Hispanie                                                    | Espagne                                          | | | Celtibère   |         |
| Cénomans (Cénomani) (voir Aulerques Cénomans) | Au nord du Pô | Gaule cisalpine                                             | Italie                                           | | | Gaulois     |         |
| Centrons | | Gaule belgique                                              | France                                           | Douai (Duacum) | | Gaulois     |         |
| Ceutrons (Ceutrones) | Savoie, Tarentaise ; Haute vallée de l'Isère | Gaule lyonnaise ?                                           | France                                           | | | Gaulois     |         |
| Chalbici | Chablais | Gaule narbonnaise ?                                         | France                                           | | | Gaulois     |         |
| Cibarques | Région de Lugo en Galice. | Hispanie>Tarraconaise ?                                     | Espagne                                          | Castro de Viladonga ? | | Celtibère   |         |
| Comasques | Nord du Pô | Gaule cisalpine                                             | Italie                                           | | | Gaulois     |         |
| Commones | | Gaule narbonnaise ?                                         | France                                           | | | Gaulois     |         |
| Condruses (Condrusi) | Ardenne, Vallée de la Meuse, Condroz | Gaule belgique                                              | France, Belgique                                 | | | Gaulois     |         |
| Coriondi | | Irlande (Hibernia)                                          | Irlande                                          | | | Gaélique    |         |
| Corionototae | | Bretagne (Britannia)                                        | Royaume-Uni                                      | | | Britonnique |         |
| Coriosolites (Coriosilitae) | Armorique, Est des Côtes-d'Armor, vallée de la Rance | Gaule lyonnaise                                             | France                                           | Arvii puis Corseul (Fanum Martis) | | Gaulois     |         |
| Coritani | | Bretagne (Britannia)                                        | Royaume-Uni                                      | | | Britonnique |         |
| Cornovii | | Bretagne (Britannia)                                        | Royaume-Uni                                      | | | Britonnique |         |
| Cotini | Moravie ? | Germania Magna                                              | Slovaquie, République tchèque ? , Pologne ?      | | | Gaulois     |         |
| Cruithin | | Irlande (Hibernia)                                          | Irlande                                          | | | Gaélique    |         |
| Cynètes / Cunetes | | Hispanie                                                    | Espagne                                          | | | Celtibère   |         |
| Damnonii | | Caledonia                                                   | Écosse                                           | | Ossian (barde) ? | Britonnique |         |
| Darini | | Bretagne (Britannia)                                        | Royaume-Uni                                      | | | Britonnique |         |
| Darini | | Irlande (Hibernia)                                          | Irlande                                          | | | Gaélique    |         |
| Deceangli | | Bretagne (Britannia)                                        | Royaume-Uni                                      | | | Britonnique |         |
| Déciates (Decietae / Deceates) | Arrière-pays d'Antibes | Gaule narbonnaise                                           | France                                           | Vallauris ? | | Gaulois     |         |
| Demetae | | Bretagne (Britannia)                                        | Royaume-Uni                                      | | | Britonnique |         |
| Diablintes (Diablindi) | Manche, Orne ; Mayenne | Gaule lyonnaise                                             | France                                           | | | Gaulois     |         |
| Dobunni | | Bretagne (Britannia)                                        | Royaume-Uni                                      | | | Britonnique |         |
| Domnainn | | Irlande (Hibernia)                                          | Irlande                                          | | | Gaélique    |         |
| Dumnonii | | Bretagne (Britannia)                                        | Royaume-Uni                                      | | | Britonnique |         |
| Durocasses | Drouais | Gaule lyonnaise                                             | France                                           | | | Gaulois     |         |
| Durotriges | | Bretagne (Britannia)                                        | Royaume-Uni                                      | | | Britonnique |         |
| Eblani (Blanii) | | Irlande (Hibernia)                                          | Irlande                                          | Tara ? | | Gaélique    |         |
| Éburons (tributaires des Aduatuques) | Ardenne Région flamande, Province de Limbourg Région wallonne, Province de Liège | Gaule belgique                                              | Belgique                                         | Cité des Tongres (Civitas Tungrorum) Tongres (Atuatuca Tungrorum)                                                                                                | Ambiorix (commandant lors de la bataille d'Aduatuca), Catuvolcos | Gaulois     |         |
| Eburovices | Perche | Gaule belgique                                              | France                                           | | | Gaulois     |         |
| Ectiniens | Haute vallée de la Tinée | Gaule narbonnaise                                           | France                                           | | | Gaulois     |         |
| Édenates | Basses-Alpes (Seyne) | Gaule narbonnaise                                           | France                                           | | | Gaulois     |         |
| Éduens/Héduens (Aedui/Haedui) | Région Bourgogne-Franche-Comté : Nivernais, Morvan, Nièvre, Saône-et-Loire, Côte-d'Or, Arrondissement de Beaune | Gaule lyonnaise                                             | France                                           | Mont Beuvray (Bibracte) puis Autun (Augustodunum), Chalon-sur-Saône (Cabillonum), Mâcon (Matisco), Éperon barré du Fou de Verdun ?, Oppidum de Castrum Caninum ? | Dumnorix, Liscos, Valétiacos, Cotos, Convictolitavis, Litaviccos, Surus, Viridomaros et Éporédorix (commandants de l'armée de secours lors du siège d'Alésia), Julius Sacrovir (commandant lors de la révolte de Sacrovir), Diviciacos (vergobret et druide) | Gaulois     |         |
| Egovarres | Région de Lugo en Galice. | Hispanie>Tarraconaise ?                                     | Espagne                                          | | | Celtibère   |         |
| Éguituriens | Haute vallée du Verdon | Gaule narbonnaise                                           | France                                           | | | Gaulois     |         |
| Eleutètes | Non localisés, p.-ê. entre le Cantal et l'Aveyron | Gaule lyonnaise ? Gaule narbonnaise ?                       | France                                           | | | Gaulois     |         |
| Élisyques (Elesyces) | Environs de Narbonne, à proximité de l'Aude et de l'Hérault | Gaule narbonnaise                                           | France                                           | Naro, oppidum de Montlaurès, oppidum d'Ensérune, oppidum de Pech Maho                                                                                            | | Gaulois     |         |
| Élycoces | Provence (localisation problématique) | Gaule narbonnaise ?                                         | France                                           | | | Gaulois     |         |
| Epidii | | Bretagne (Britannia)                                        | Royaume-Uni                                      | | | Britonnique |         |
| Epomandui [voir Mandubiens] | | Gaule lyonnaise                                             | France                                           | | | Gaulois     |         |
| Erdinii | | Irlande (Hibernia)                                          | Irlande                                          | | | Gaélique    |         |
| Esubiens (Esubii) | vallée de l'Ubaye | Gaule narbonnaise ?                                         | France                                           | | | Gaulois     |         |
| Ésuviens (Esuvii) | Armorique, bassin versant de l'Orne ; Calvados | Gaule lyonnaise                                             | France                                           | Exmes (Uxoma) | | Gaulois     |         |
| Euburiates | Provence (localisation problématique) | Gaule narbonnaise ?                                         | France                                           | | | Gaulois     |         |
| Gabales (Gabali) | Gévaudan (aujourd'hui Lozère) | Gaule lyonnaise ? Gaule narbonnaise ?                       | France                                           | Javols (Anderitum) | | Gaulois     |         |
| Gallaeci ou Callaeci | | Hispanie                                                    | Espagne                                          | | | Celtibère   |         |
| Gangani | | Bretagne (Britannia)                                        | Royaume-Uni                                      | | | Britonnique |         |
| Gangani | | Irlande (Hibernia)                                          | Irlande                                          | | | Gaélique    |         |
| Garites | Garonne | Gaule aquitaine                                             | France                                           | | | Gaulois     |         |
| Geidumnes (Geidumni) [client des Nerviens] | Sambre-et-Meuse | Gaule belgique, Gaule lyonnaise ?                           | France                                           | | | Gaulois     |         |
| Geloni | Picardie | Gaule lyonnaise ? Gaule belgique ?                          | France                                           | | | Gaulois     |         |
| Gigurri | Région de Valdeorras, en Galice. | Hispanie>Tarraconaise ?                                     | Espagne                                          | | |             |         |
| Graiocèles | Région du Mont-Cenis | Gaule narbonnaise ?                                         | France                                           | Ocelum | | Gaulois     |         |
| Graiocèles (Garocelli) | Haute-Maurienne | Gaule narbonnaise ?                                         | France                                           | Aussois (Ocellum) | | Gaulois     |         |
| Grudiens (Grudii) | Pagus ou client des Nerviens | Gaule belgique                                              | Belgique                                         | | | Gaulois     |         |
| Helvètes (Helvetii) | Plateau suisse | Germanie supérieure                                         | Suisse                                           | | Orgétorix | Gaulois     |         |
| Helviens (Helvii) | Basse-Ardèche et Cévennes | Gaule narbonnaise                                           | France                                           | Aps (Alba), Oppidum de Jastres-Nord | Caburus | Gaulois     |         |
| Iberni | | Irlande (Hibernia)                                          | Irlande                                          | | | Gaélique    |         |
| Iceni / Icènes (Icēnī) | Angleterre de l'Est, Norfolk / Suffolk | Bretagne (Britannia)                                        | Royaume-Uni                                      | Venta Icenorum | Antedios, Prasutagos, Boadicée | Britonnique |         |
| Iconiens (Iconii) | Environs de Gap | Gaule narbonnaise                                           | France                                           | | | Gaulois     |         |
| Insubres (Insubri) [pagus des Brituriges] | Nord du Pô | Gaule cisalpine                                             | Italie                                           | Mediolanum (oppida) | | Gaulois     |         |
| Isarci | Savoie | Gaule narbonnaise                                           | France                                           | | | Gaulois     |         |
| Istriens ou Histres | Dans la péninsule d'Istrie | Histria (Italia)                                            | Croatie                                          | | | Gaulois     |         |
| Jadons | Région de Lugo en Galice. | Hispanie>Tarraconaise ?                                     | Espagne                                          | | | Celtibère   |         |
| Laevi | Nord du Pô | Gaule cisalpine                                             | Italie                                           | | | Gaulois     |         |
| Lapydes | ? | Dalmatia ?                                                  | Croatie                                          | | | Gaulois     |         |
| Latobices (Latobrigi/Latobici/Latovici) | De part et d'autre du Rhin (hypothèse), Pagus ou client des Helvètes | Germanie supérieure                                         | Suisse Allemagne                                 | | | Gaulois     |         |
| Lémovices (Lemovici) | Limousin | Gaule aquitaine                                             | France                                           | Limoges (Augustoritum) | Sedullos | Gaulois     |         |
| Lépontiens | Nord du Pô | Gaule cisalpine                                             | Italie                                           | | | Gaulois     |         |
| Lépontiens (voir Insubres et Orumbovies) | Binntal ; Italie du Nord | Gaule cisalpine                                             | Suisse, Italie                                   | Milan | | Gaulois     |         |
| Lètes | Picardie | Gaule lyonnaise ? Gaule belgique ?                          | France                                           | | | Gaulois     |         |
| Leuques (Leuci) | Région Grand Est, Sud de la Lorraine (Meuse, Vosges, Meurthe, Toulois) | Gaule belgique                                              | France                                           | Toul (Tullum Leucorum), Naix-aux-Forges (Nasium), oppidum de Boviolles, Dieulouard (Scarponna), Camp celtique de la Bure, Camp de la Cité d'Affrique             | | Gaulois     |         |
| Lévaques/Levaci | Pagus ou client des Nerviens | Gaule belgique                                              | Belgique                                         | | | Gaulois     |         |
| Lexoviens (Lexovii) | Armorique, Lieuvin, Pays d'Auge | Gaule lyonnaise                                             | France                                           | Saint-Désir Lisieux (Noviomagus Lexovii) | | Gaulois     |         |
| Libici | Nord du Pô | Gaule cisalpine                                             | Italie                                           | | | Gaulois     |         |
| Liburniens | Sud de la péninsule d'Istrie | Liburnie                                                    | Croatie                                          | | | Gaulois     |         |
| Limici | Entre Galice et Portugal, le long du fleuve Lima | Hispanie>Tarraconaise/Lusitania ?                           | Espagne                                          | | | Celtibère   |         |
| Lingons (Lingones) | France : Grand Est, Bourgogne-Franche-Comté Plateau de Langres, Barrois méridional Italie : Emilie-Romagne, sud de Pô | Gaule lyonnaise Gaule belgique Gaule cisalpine              | France, Italie                                   | Langres (Andemantunnum), Éperon barré du Châtelet de Gourzon ?                                                                                                   | Julius Sabinus (commandant lors de la guerre civile de 69-70) | Gaulois     |         |
| Luceni | | Irlande (Hibernia)                                          | Irlande                                          | | | Gaélique    |         |
| Lugi | | Bretagne (Britannia)                                        | Royaume-Uni                                      | | | Britonnique |         |
| Lusitaniens | | Hispanie>Lusitania.                                         | Portugal                                         | | | Celtibère   |         |
| Mandubiens (Mandubii) | Centre-est de la Gaule ; Auxois (Alésia) | Gaule lyonnaise ? Gaule belgique ?                          | France                                           | Alise-Sainte-Reine (Alesia) | | Gaulois     |         |
| Marici | Nord du Pô | Gaule cisalpine                                             | Italie                                           | | | Gaulois     |         |
| Médiomatrices / Médiomatriques (Mediomatrici) | Région Grand Est : Moselle, Meuse. | Gaule belgique                                              | France                                           | Metz (Divodurum Mediomatricorum) | | Celtique    |         |
| Médules (Meduli) | Région Nouvelle-Aquitaine : Gironde, Médoc. | Aquitaine seconde                                           | France                                           | | |             |         |
| Médulles (Medulli) | Savoie, Basse/Moyenne-Maurienne | Alpes cottiennes                                            | France                                           | | | Gaulois     |         |
| Meldes (Meldii) | Vallée de la Marne ; Brie | Gaule lyonnaise                                             | France                                           | Meaux (Meldi), éperon barré du Châtelet à Boulancourt ? | | Gaulois     |         |
| Mémines | Vaucluse | Gaule narbonnaise                                           | France                                           | | | Gaulois     |         |
| Meminiens | | Gaule narbonnaise                                           | France                                           | Carpentras(Carpenctoracte) | | Gaulois     |         |
| Ménapes/Ménapiens (Menapii) | Belgique - Flandres, Côtes de la mer du Nord | Gaule belgique                                              | Belgique                                         | Cassel | | Gaulois     |         |
| Menapii | | Irlande (Hibernia)                                          | Irlande                                          | | | Gaulois     |         |
| Morins (Morinii) | Pas-de-Calais ; Boulonnais, Flandres occidentales ; Entre l'Escaut et la Canche, bassin de l'Yser | Gaule belgique                                              | Belgique                                         | Thérouanne (Tarvanna), Boulogne (Bononia) | | Celtique,   |         |
| Nagnate | | Irlande (Hibernia)                                          | Irlande                                          | | | Gaélique    |         |
| Namnètes (Namnetes) | Armorique, Région de Nantes | Gaule lyonnaise, Gaule narbonnaise ?                        | France                                           | Nantes (Portus Namnetum puis Condevincum) | | Gaulois     |         |
| Nantuates (Nantuates) | Valais - Chablais vaudois | Germanie supérieure                                         | Suisse                                           | Massongex (Tarnaiae), Saint-Maurice (Agaunum) | | Gaulois     |         |
| Némalones | Provence (localisation problématique) | Gaule narbonnaise                                           | France                                           | | | Gaulois     |         |
| Néméturiens | Haute vallée du Var | Gaule narbonnaise                                           | France                                           | | | Gaulois     |         |
| Nerusi | | Gaule narbonnaise ?                                         | France                                           | Vence (Vintia) | | Gaulois     |         |
| Nerviens (Nervii) | Belgique : Hainaut, Brabant, Province d'Anvers France : Hauts-de-France | Gaule belgique                                              | Belgique France                                  | Bavay (Bagacum Nerviorum) puis Cambrai (Camaracum) | Vertico Boduognatos (commandant lors de la bataille du Sabis) | Gaulois     |         |
| Nitiobroges/Nitiobriges | Lot-et-Garonne, Région d'Agen | Gaule aquitaine                                             | France                                           | Agen (Aginnum en latin / Aginnon en gaulois) | Teutomatos | Gaulois     |         |
| Olcades | Le long du cours du fleuve Guadiana. | Hispanie                                                    | Espagne                                          | | | Celtibère   |         |
| Ordovices | | Bretagne (Britannia)                                        | Royaume-Uni                                      | | | Britonnique |         |
| Oretani | Sur le cours supérieur du fleuve Guadiana. | Hispanie                                                    | Espagne                                          | | | Celtibère   |         |
| Orgenomesci / Orgenomesvi | | Hispanie                                                    | Espagne                                          | | | Celtibère   |         |
| Orobiens (Orobii/Orumbovii) | Nord du Pô | Gaule cisalpine                                             | Italie                                           | | | Gaulois     |         |
| Oscidates campestri / Osquidates campestri | | Gaule aquitaine                                             | France                                           | Houeillès (Oscineo) | | Gaulois     |         |
| Osismes (Osismii) | Armorique, Basse-Bretagne ; Finistère, Ouest des Côtes-d'Armor | Gaule lyonnaise                                             | France                                           | Carhaix-Plouguer (Vorgium Ososmiorum), Forteresse de Paule | | Gaulois     |         |
| Oxybiens | vallée du Var | Gaule narbonnaise                                           | France                                           | Glannativa | | Gaulois     |         |
| Parisii | Région Île-de-France, Paris, Vallée de la Seine | Gaule lyonnaise                                             | France                                           | Paris (Lutetia /Lutèce) | | Gaulois     |         |
| Parisii | Angleterre, Yorkshire de l'Est | Bretagne (Britannia)                                        | Royaume-Uni                                      | Brough-on-Humber ? (Petuaria Parisorum) ? | | Gaulois     |         |
| Pelendons | | Hispanie                                                    | Espagne                                          | | | Celtibère   |         |
| Pémanes (Paemani ou Faemani) | Famenne | Gaule belgique                                              | Belgique                                         | | | Gaulois     |         |
| Petrocoriens / Pétrocores (Petrocorii) | Périgord | Gaule aquitaine                                             | France                                           | Périgueux (Vesunna (Vesona en gaulois)) | | Gaulois     |         |
| Pictons / Pictaves (Pictavii) | Poitou | Gaule aquitaine                                             | France                                           | Poitiers (Limonum) | | Gaulois     |         |
| Pleumosiens | Pagus ou client des Nerviens | Gaule belgique                                              | France, Belgique                                 | | | Gaulois     |         |
| Ptianii | | Gaule aquitaine                                             | France                                           | | | Gaulois     |         |
| Rauraques | Suisse - Région de Bâle | Germanie supérieure                                         | Suisse, Allemagne                                | | | Gaulois     |         |
| Riedones (Riedones) | Armorique, Région de Redon et Rennes | Gaule lyonnaise                                             | France                                           | Rennes (Condate) | | Gaulois     |         |
| Regnenses | | Bretagne (Britannia)                                        | Royaume-Uni                                      | | | Britonnique |         |
| Reiens | Riez, Haute-Provence | Gaule narbonnaise ?                                         | France                                           | | | Gaulois     |         |
| Rèmes (Remi) | Région Grand Est : Champagne, Marne, Ardennes Région Hauts-de-France | Gaule lyonnaise ? Gaule belgique ?                          | France                                           | Reims (Durocortorum) Variscourt et Condé-sur-Suippe (oppidum du Vieux-Reims) Château-Porcien (oppidum de Nandin)                                                 | Vertiscos | Gaulois     |         |
| Rhètes | vallées des Grisons et région de Saint-Gall, Tyrol, une partie de la Lombardie | Rhétie                                                      | Suisse Autriche Italie                           | | | Etrusque    |         |
| Rhobogdi | | Irlande (Hibernia)                                          | Irlande                                          | | | Gaélique    |         |
| Robogdii | | Irlande (Hibernia)                                          | Irlande                                          | | | Gaélique    |         |
| Roccons | | Gaule aquitaine                                             | France                                           | | | Gaulois     |         |
| Rutènes (Ruteni) | Région de Rodez et d'Albi | Gaule aquitaine                                             | France                                           | Rodez (Segodunum puis Ruteni), Aubrac (Ad Silanum) ?, oppidum de Mont-Hélanus ?                                                                                  | | Gaulois     |         |
| Sagiens (Sagii) | Orne | Gaule lyonnaise                                             | France                                           | Camp de Bierre ? | | Gaulois     |         |
| Salasses (Salassi) | Vallée d'Aoste | Gaule cisalpine                                             | Italie                                           | | | Gaulois     |         |
| Salyens/Salluviens/Salliens (Salluvii) | Provence | Gaule narbonnaise                                           | France, Italie                                   | Oppidum d'Entremont | | Gaulois     |         |
| Santons (Santones) | Saintonge (Région de Saintes) | Gaule aquitaine                                             | France                                           | Saintes (Mediolanum), oppidum de Novioregum, oppidum de Pons | | Gaulois     |         |
| Sardones | | Gaule narbonnaise                                           | France                                           | | | Gaulois     |         |
| Scordiques | Balkans | Dalmatia ?                                                  | Serbie                                           | le roi Bathanatos, l'oppidum de Singidunum | | Gaulois     |         |
| Scots | | Irlande (Hibernia)                                          | Irlande                                          | | | Gaélique    |         |
| Sédunes | Région de Sion | Germanie supérieure                                         | Suisse                                           | | | Gaulois     |         |
| Sègnes (Segni) | Proximité de la rivière Ourthe ? | Gaule belgique                                              | Belgique                                         | Sougné-Remouchamps ? | | Gaulois     |         |
| Segontiaques | | Bretagne (Britannia)                                        | Royaume-Uni                                      | | | Britonnique |         |
| Segovellaunes | Vallée du Rhône | Gaule narbonnaise                                           | France                                           | Soyons, Malpas, puis Valence (Valentia), oppidum Saint-Marcel ?                                                                                                  | | Gaulois     |         |
| Ségusiaves (Segusiavi) | Forez | Gaule lyonnaise ?                                           | France                                           | Feurs (Forum Segusiavorum) | | Gaulois     |         |
| Selgovae | | Bretagne (Britannia)                                        | Royaume-Uni                                      | | | Britonnique |         |
| Sénons (Senones) | France : Centre-Val de Loire, Beauce, Gâtinais. Italie : Emilie-Romagne, Marches. | Gaule lyonnaise Gaule cisalpine                             | France, Italie                                   | Entre Sens (Agedincum) et Orléans (Cenabum) : oppidum de Vellaunodunum                                                                                           | Brennos (sac de Rome en -390) Acco Drappès (Siège d'Uxellodunum) | Gaulois     |         |
| Sentiens | Senez, Haute-Provence | Gaule narbonnaise ?                                         | France                                           | | | Gaulois     |         |
| Séquanes (Sequani) | Région Bourgogne-Franche-Comté Nord du Canton de Neuchâtel et du Jura (jusqu'aux crêtes du Jura - les Séquanes habitent la Franche-Comté, Besançon, une partie de la Haute-Alsace et de l'Ain). Avant l’arrivée des Helvètes, les Séquanes débordaient sur le Plateau suisse. | Séquanie Gaule puis Germanie supérieure                     | France, Suisse                                   | Besançon (Vesontio), Admagetobriga / Magetobria Epomanduodurum                                                                                                   | Catamantaloédis | Gaulois     |         |
| Setantii | | Bretagne (Britannia)                                        | Royaume-Uni                                      | | | Britonnique |         |
| Sibusates | | Gaule aquitaine                                             | France                                           | | | Gaulois     |         |
| Silures | | Bretagne (Britannia)                                        | Royaume-Uni                                      | | | Celtibère   |         |
| Silvanectes (Silvanecti) | Île-de-France | Gaule lyonnaise                                             | France                                           | | | Gaulois     |         |
| Smertae | | Bretagne (Britannia)                                        | Royaume-Uni                                      | | | Britonnique |         |
| Suessions (Suessiones) | Soissonnais | Gaule belgique                                              | France                                           | Soissons (Augusta Suessionum) | Galba (commandant lors de la bataille de l'Aisne) | Gaulois,    |         |
| Suetri | | Gaule narbonnaise                                           | France                                           | Salinae | | Gaulois     |         |
| Suetriens | Moyenne vallée du Verdon | Gaule narbonnaise ?                                         | France                                           | | | Gaulois     |         |
| Taexali | | Bretagne (Britannia)                                        | Royaume-Uni                                      | | | Britonnique |         |
| Taurins | Piémont | Gaule cisalpine                                             | Italie                                           | Turin (Taurica) | |             |         |
| Taurisques | ? | Norique                                                     | Autriche                                         | | | Gaulois     |         |
| Tigurins (voir Helvètes) | Alliés des Helvètes, non localisés | Germanie supérieure                                         | Suisse                                           | | Divico (commandant lors de la bataille de Bibracte) | Gaulois     |         |
| Toxandri | entre l'Escaut et la Meuse ?, Campine | Gaule belgique                                              | France, Belgique, Pays-Bas                       | Tessenderlo ? | | Gaulois     |         |
| Trévires (Treveri) | Allemagne : Rhénanie-Palatinat, Sarre Vallée de la Moselle | Gaule belgique                                              | Luxembourg, Allemagne, Belgique                  | Trèves (Augusta Treverorum) Titelberg | Indutiomaros, Cingétorix, Julius Florus (commandant lors de la révolte de Sacrovir), Julius Classicus (commandant lors de la guerre civile de 69-70), Julius Tutor (commandant lors de la guerre civile de 69-70)                                            | Gaulois     |         |
| Triboques | Alsace, Bas-Rhin | Gaule belgique ?                                            | France                                           | Brumath (Brocomagus) | | Gaulois     |         |
| Tricasses (Tricassii) | Troyes | Gaule narbonnaise                                           | France                                           | Troyes (Augustobona) | | Gaulois     |         |
| Tricastins (Tricastini) | | Gaule narbonnaise                                           | France                                           | Senomagus | | Gaulois     |         |
| Tricores/Tricoriens (Tricorii) | Trièves en Isère | Gaule lyonnaise ? Gaule belgique ?                          | France                                           | | | Gaulois     |         |
| Trinovantes | | Bretagne (Britannia)                                        | Royaume-Uni                                      | oppidum de Camulodunon (Camulodunum) | | Britonnique |         |
| Triviatiens | Vallées des Asses, Haute-Provence (localisation incertaine) | Gaule narbonnaise ?                                         | France                                           | | | Gaulois     |         |
| Trons | ? | ?                                                           | France                                           | | | Gaulois     |         |
| Tugènes (voir Helvètes) | Plateau suisse, l'est du lac de Zurich dans le Toggenburg | Germanie supérieure? Rhétie?                                | Suisse                                           | | | Gaulois     |         |
| Tulinges | Alliés des Helvètes, non localisés | Germanie supérieure ? Rhétie ?                              | France ? Suisse ? Autriche ? Allemagne ?         | | | Gaulois     |         |
| Turmoges | | Hispanie                                                    | Espagne                                          | | | Celtibère   |         |
| Turons (Turoni) | Touraine | Gaule lyonnaise                                             | France                                           | Tours (Caesarodunum) | | Gaulois     |         |
| Tylènes | Thrace | Thracia                                                     | Bulgarie ?                                       | | |             |         |
| Ubères | Canton du Valais, Région de Brigue-Glis, Simplon | Germanie supérieure                                         | Suisse                                           | | | Gaulois     |         |
| Ulaid | | Irlande (Hibernia)                                          | Irlande                                          | | | Gaélique    |         |
| Unelles (Unelli) | Armorique, Cotentin | Gaule lyonnaise                                             | France                                           | Coutances (Cosedia) ou Carentan (Crociatonum) | Viridorix | Gaulois     |         |
| Uterni | | Irlande (Hibernia)                                          | Irlande                                          | | | Gaélique    |         |
| Vaccéens (Vaccaei) | | Hispanie                                                    | Espagne                                          | | | Celtibère   |         |
| Vacomagi | | Bretagne (Britannia)                                        | Royaume-Uni                                      | | | Britonnique |         |
| Véaminiens | Provence (localisation problématique) | Gaule narbonnaise ?                                         | France                                           | | | Gaulois     |         |
| Védiantiens | Région de Nice | Gaule narbonnaise ?                                         | France                                           | | | Gaulois     |         |
| Vediantii | Région de Nice | Gaule narbonnaise ?                                         | France                                           | | | Gaulois     |         |
| Velabri | | Irlande (Hibernia)                                          | Irlande                                          | Fort de Staigue ? | | Gaélique    |         |
| Véliocasses (Veliokassii) | Armorique, Vexin | Gaule belgique                                              | Belgique                                         | Rouen (Rotomagus) | | Gaulois     |         |
| Vellaves (Vellavi) | Velay | Gaule lyonnaise ? Gaule belgique ?                          | France                                           | Saint-Paulien (Haute-Loire) (Ruessium) | | Gaulois     |         |
| Vendéliques (Vindelici) | ? | Norique, Rhétie                                             | Suisse, Allemagne                                | | | Gaulois     |         |
| Vénètes (Veneti) | Armorique, Pays de Vannes | Gaule lyonnaise                                             | France                                           | Vannes (Darioritum/Dariorigum) | | Gaulois     |         |
| Venicones | | Bretagne (Britannia)                                        | Royaume-Uni                                      | | | Britonnique |         |
| Venicones | | Caledonia                                                   | Écosse                                           | | | Britonnique |         |
| Vennicni | | Irlande (Hibernia)                                          | Irlande                                          | | | Gaélique    |         |
| Vennicnii | | Irlande (Hibernia)                                          | Irlande                                          | Grianan d'Aileach (castro) ? | | Gaélique    |         |
| Véragres (Veragri) / Octodurenses | Canton du Valais, Région de Martigny | Germanie supérieure                                         | Suisse                                           | | | Gaulois     |         |
| Verbigènes (voir Helvètes) | Plateau suisse, entre le Jura et le lac Léman | Germanie supérieure                                         | Suisse                                           | | | Gaulois     |         |
| Vergunnes | Moyenne vallée du Verdon | Gaule narbonnaise ?                                         | France                                           | | | Gaulois     |         |
| Vertamocores (Vertamocorii) | Massif du Vercors | Gaule narbonnaise, Gaule cisalpine                          | France, Italie                                   | | | Gaulois     |         |
| Vésubianiens | Vallée de la Vésubie | Gaule narbonnaise ?                                         | France                                           | | | Gaulois     |         |
| Vétones | | Hispanie                                                    | Espagne                                          | | | Celtibère   |         |
| Viducasses (Viducassii) | Calvados | Gaule lyonnaise                                             | France                                           | Vieux (Aregenua) | | Gaulois     |         |
| Viromanduens (Viromandui) | Vermandois, Thiérache | Gaule belgique                                              | Belgique                                         | Vermand (Augusta) ? | | Gaulois     |         |
| Voconces (Vocontii) | Comtat, Préalpes de Provence ; entre Durance et l'Isère | Gaule narbonnaise                                           | France                                           | Vaison-la-Romaine (Vasio), oppidum du Castellan ? | | Gaulois     |         |
| Vodiae | | Irlande (Hibernia)                                          | Irlande                                          | | | Gaélique    |         |
| Volcians ('Volciani') | Mentionnés par Tite-Live (Histoire romaine, XXI, 19), ils sont localisés au nord de l’Èbre. | Hispanie                                                    | Espagne                                          | | | Celtibère   |         |
| Volques Arécomiques (Volcæ Arecomici) | Languedoc | Gaule narbonnaise                                           | France                                           | Nîmes (Augusta Nemausus), oppidum de Nages/oppidum des Castels ?                                                                                                 | | Gaulois     |         |
| Volques Tectosages (Volcæ Tectosages) / Galates | Est de la Lomagne ; Haute vallée de la Garonne ; Galatie en Anatolie | Gaule narbonnaise, Galatie                                  | France, Turquie                                  | Toulouse (Tolosa) | | Gaulois,    |         |
| Volques (Volcæ) | | Gaule narbonnaise                                           | France                                           | | | Gaulois     |         |
| Votadini | | Bretagne (Britannia)                                        | Royaume-Uni                                      | | | Britonnique |         |
| Votadini | | Caledonia                                                   | Écosse                                           | | | Britonnique |         |